# Tarentumi Lüszisz
Lüszisz (Kr. e. 5. század) görög filozófus.
Tarentumból származott, Püthagorasz tanítványa volt, s a püthagoreus szövetség felbomlása után Thébába ment, ahol Epameinóndasz házában mint tanító tevékenykedett. Néhány, Püthagorasz életére és műveire vonatkozó művet tulajdonítanak neki. Diogenész Laertiosz szerint ő a szerzője az úgynevezett „arany költemény"-nek, amelyet korábban magának Püthagorasznak tulajdonítottak. Nem azonos a korábban élt Szókratész-tanítvánnyal, akiről Platón az egyik dialógusát nevezte el.